# Protokoły mędrców Syjonu
Protokoły mędrców Syjonu (ros. Протоколы Сионских мудрецов) – carski antysemicki sfałszowany tekst, opisujący rzekome plany osiągnięcia przez Żydów globalnej dominacji (teoria spiskowa). Protokoły mędrców Syjonu zostały sfabrykowane przez Matwieja Gołowinskiego, rosyjskiego współpracownika cara Mikołaja II, na zamówienie Ochrany, tajnej policji politycznej Imperium Rosyjskiego, w celu obarczenia społeczności żydowskiej odpowiedzialnością za ówczesne problemy polityczne i społeczne Rosji. W dużej części są plagiatem XIX-wiecznej nieantysemickiej satyry autorstwa Maurycego Joly’ego Rozmowy w piekle między Monteskiuszem i Machiavellim.
Encyklopedia Britannica opisuje je jako sfałszowany dokument, który służył za pretekst i uzasadnienie antysemityzmu na początku XX wieku. Historycy w Stanach Zjednoczonych i Europie od dawna się zgadzają, że jest to fałszerstwo, w 1993 roku sąd okręgowy w Moskwie wydał w tej sprawie formalne orzeczenie, stwierdzające, że Protokoły mędrców Syjonu zostały sfabrykowane, oddalając powództwo o oszczerstwo wytoczone przez ultranacjonalistyczną rosyjską organizację Pamjat, która posługiwała się nimi w swoich antysemickich publikacjach.
Protokoły mędrców Syjonu bywają przyjmowane jako prawdziwe w tych środowiskach i rejonach świata, gdzie są forsowane krytyczne opinie na temat Żydów czy Izraela, a także m.in. w Japonii, gdzie wiele osób uważa je za „podręcznik przejmowania władzy”. W obecnych konfliktach na Bliskim Wschodzie są wykorzystywane jako rzekomy „dowód żydowskiego spisku”. Dały też początek współczesnej literaturze spiskowej, jak np. „None Dare Call it Conspiracy” („Nikt nie waży się nazwać tego spiskiem”) czy „Conspirators Hierarchy: the Committee of 300” („Hierarchia konspiratorów: Komitet 300”).

## Autorzy Protokołów mędrców Syjonu
Tekst Protokołów skompilowali plagiatując inne teksty i zmieniając ich wydźwięk na antysemicki rosyjski ekspert od dezinformacji Piotr Iwanowicz Raczkowski, który w latach 1885–1902 był szefem zagranicznych placówek Ochrany i specem od fałszowania dokumentacji oraz Matwiej Wasiliewicz Gołowiński, który był rosyjskim współpracownikiem cara Mikołaja II i oficerem rosyjskiej tajnej policji Ochrany.
Piotr Raczkowski w 1897 roku został wysłany do Francji.

## Geneza tekstu Protokołów
Protokoły są w znacznej części plagiatem broszury zatytułowanej Rozmowy w piekle między Machiavellim i Monteskiuszem opublikowanej przez francuskiego satyryka Maurice’a Joly’ego w 1864 roku w Brukseli. Joly był przeciwnikiem Napoleona III, a traktat jest krytyką ówczesnego ustroju Francji; w tekście w ogóle nie pojawiają się Żydzi. Z 2560 wierszy oryginału 1040 zostało splagiatowanych bez żadnej zmiany, w reszcie dokonano różnego rodzaju zmian, na przykład tekst oryginalny mówi o istniejącym wówczas we Francji porządku politycznym, a Protokoły mówią o projektowanym ustroju.
Z kolei Joly zaczerpnął znaczną część swojej broszury z popularnej powieści Eugène’a Sue Les Mystères du peuple (Ludzkie tajemnice). W dziele Sue spiskowcami byli jezuici, a Żydzi w ogóle się tam nie pojawiają. Oficjalne dokumenty mówią, że Joly został pozwany i skazany za napisanie broszury na karę więzienia.
Innym źródłem Protokołów była opublikowana w 1868 roku powieść Biarritz. Autor powieści Hermann Goedsche był niemieckim antysemitą i agentem pruskiej tajnej policji. Książkę opublikował pod pseudonimem Sir John Retcliffe. W rozdziale Żydowski Cmentarz w Pradze i Rada Przedstawicieli Dwunastu Plemion Izraela przedstawił tajną rabiniczną kabałę, która spotyka się na cmentarzu co 100 lat, aby przedyskutować postępy planu zdobycia władzy nad światem i zaplanować dalsze kroki. Środkiem do uzyskania władzy nad światem jest gromadzenie złota, podkopywanie autorytetu kościoła i armii. Aby przedstawić to spotkanie, zaczerpnął między innymi scenę z powieści Józef Balsamo Aleksandra Dumasa.
Książka Goedschego została przetłumaczona na rosyjski w 1872 roku, a w 1891 urywek z rozdziału zawierającego opis fikcyjnego spotkania rabinicznej „rady przedstawicieli”, łącznie ze splagiatowanymi Dialogami Joly’ego, krążył już po Rosji. Rosyjska tajna policja Ochrana uznała go za użyteczne narzędzie w swoich próbach zdyskredytowania liberalnych reformatorów i rewolucjonistów, którzy zyskiwali w owym czasie społeczne poparcie. W czasie afery Dreyfusa we Francji, w latach 1893–1895, gdy polaryzacja stosunku do Żydów w Europie osiągnęła szczyt, Dialogi zostały wydane w swojej ostatecznej postaci, która ukazała się w Rosji w 1895 roku, i począwszy od 1897 roku zaczęły być prywatnie wydawane jako Protokoły.
Raczkowski i Gołowiński plagiatując te teksty przy fabrykowaniu Protokołów usunęli nazwiska Machiavellego i Monteskiusza, w roli spiskowców obsadzili Żydów, a wszystkie odniesienia do oszukanego społeczeństwa francuskiego zastąpili odniesieniami do „gojów”.

## Pierwsza publikacja Protokołów (1903)
Pierwsze publiczne wydanie „Protokołów mędrców Syjonu” miało miejsce w okresie sierpień – wrzesień 1903 r. w rosyjskiej gazecie „Russkoje Znamja” (ros. „Русское знамя”) wydawanej w stolicy Imperium Rosyjskiego – Petersburgu. Założycielem i wydawcą gazety był Paweł Aleksandrowicz Kruszewan, rosyjski dziennikarz i antysemita. Paweł Kruszewan pochodził z Mołdawii i kilka miesięcy przed publikacją tekstu był organizatorem krwawego pogromu żydowskiej społeczności w Kiszyniowie, który był częścią fali pogromów Żydów przetaczających się wówczas przez Rosję.
Tekst został podzielony na dziewięć części, z których każda zawierała nagłówek „Żydowski program podboju świata” (ros. „Программа завоевания мира евреями”). Wydanie Protokołów zawierało kilka znaczących różnic z późniejszymi wydaniami. Na przykład zawierało cytaty ze Starego Testamentu, które później zostały pominięte. To wydanie Protokołów nigdy nie zostało przetłumaczone na inne języki.

## Pierwsza publikacja Protokołów w formie książkowej (1905)
W grudniu 1905 roku w Petersburgu tekst ukazał się po raz pierwszy w formie książkowej. Autor publikacji nie jest wymieniony na okładce książki, był nim jednak najprawdopodobniej współpracownik Kruszewana Georgij Wasiliewicz Butmi. W styczniu 1906 roku ukazało się kolejne wydanie tej samej wersji tekstu, tym razem z Butmim jako autorem.
W tym samym czasie Protokoły zostały załączone do książki prawosławnego mistyka Siergieja Nilusa Wielkie w małym i Antychryst (ros. Великое въ маломъ и Антихристъ). Broszury Butmiego i Kruszewana były tanimi pamfletami dla mas, wydanie Nilusa było natomiast częścią traktatu mistycznego, który był skierowany do cara. Edycja Nilusa wzbudziła uznanie rosyjskiego kościoła prawosławnego (cerkwi moskiewskiej) i była przez nią propagowana, nakazano między innymi odczytać tekst Protokołów we wszystkich cerkwiach prawosławnych w Moskwie.
Rok wydania Protokołów nie był przypadkowy. Publikacja nastąpiła po rewolucji 1905 roku. Skrajnie konserwatywny, nacjonalistyczny Związek Narodu Rosyjskiego i inne organizacje o podobnym profilu, znane jako Czarna Sotnia, razem z Ochraną zrzuciły winę za rewolucję na „międzynarodowy spisek żydowski” i rozpoczęły program szerokiego rozpowszechniania Protokołów jako propagandowego wsparcia dla fali pogromów, które przetoczyły się przez Rosję w latach 1903–1906.
Każde z wydań i ich autorzy przedstawiali odmienne i sprzeczne ze sobą wersje tego, jak zostały zdobyte „dokumenty z tajnej narady mędrców żydowskich”. Sam Nilus przedstawiał różne wersje tego, jak zdobył tekst Protokołów. Początkowo utrzymywał, że „zdobył tekst w 1901 roku i trzymał go w tajemnicy”, a Protokoły są „zapisem Pierwszego Kongresu Syjonistycznego w szwajcarskiej Bazylei”, który miał miejsce w 1897 roku. Gdy zauważono, że kongres był otwarty dla publiczności i uczestniczyło w nim wielu nie-Żydów, zaczął twierdzić, że Protokoły „były wynikiem spotkań mędrców Syjonu w latach 1902–1903”, było to jednak w sprzeczności z jego wcześniejszym twierdzeniem, że zdobył manuskrypt w 1901 roku. Poza tym tekst został już opublikowany wcześniej w 1903 roku na łamach pisma „Znamya”, a tekst Nilusa był kopią poprzedniego wydania. W odróżnieniu od Nilusa, Butmi twierdził, że tekst Protokołów „został wykradziony z tajnych archiwów Centralnej Kancelarii Syjonu”, nie przywoływał więc opowieści o kongresie w Bazylei.

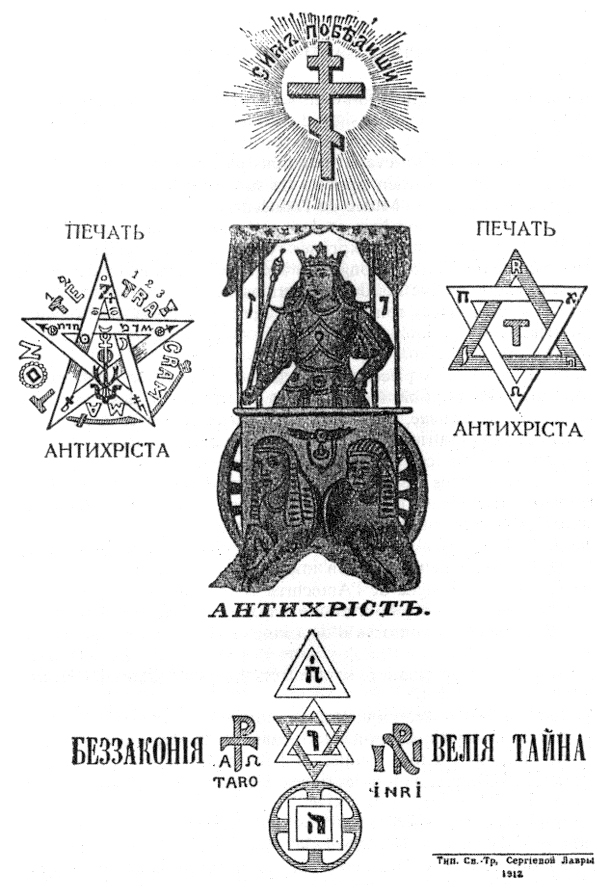
Książka Siergieja Nilusa z 1912 zawierająca tekst Protokołów

To właśnie edycja Nilusa stała się podstawą tłumaczeń tekstu na inne języki. Tłumacze dodawali odmienne legendy dotyczące pochodzenia tekstu. Niemiecki antysemita Theodor Fritsch twierdził, że wydanie „zostało wykradzione z domu żydowskiego przez rosyjską policję”. Amerykańska pisarka Lesley Fry twierdziła natomiast, że Protokoły „są autorstwa niejakiego Aszera Ginsberga, który pisał pod pseudonimem Achad Ha-am”.

## Wzrost zainteresowania tekstem po rewolucji bolszewickiej
Po rewolucji bolszewickiej z 1917 roku rozmaite zwalczające się frakcje wykorzystywały Protokoły, aby wzbudzać nienawiść i przemoc skierowaną przeciwko Żydom. Pomysł, że ruch bolszewicki był spiskiem żydowskim zmierzającym do światowej dominacji, wywołał na świecie zainteresowanie Protokołami. W samym 1920 roku w Anglii ukazało się pięć wydań. W tym samym roku Henry Ford opłacił wydrukowanie 500 tys. egzemplarzy i do 1927 roku opublikował w gazecie „The Dearborn Independent” serię antysemickich artykułów.
W 1920 roku historia Protokołów została prześledzona aż do dzieła Goedschego i Joly’ego przez Luciena Wolfa, a następnie opublikowana w Londynie w sierpniu 1921 roku. Historia Protokołów została podobnie wyłożona w serii artykułów w „The Times” przez jego konstantynopolitańskiego reportera Philipa Grave’a, który zaczerpnął informacje z pracy Wolfa. W tym samym roku ukazała się cała książka dokumentująca oszustwo, opublikowana w Nowym Jorku przez Hermana Bernsteina. Pomimo szerokiej akcji demaskatorskiej Protokoły w dalszym ciągu są traktowane przez antysemitów jako ważne świadectwo.
Niektórzy naukowcy porównują Protokoły do Nauczania Alta Vendita, znalezionego jakoby przez włoską tajną policję i potwierdzonego przez kilku papieży. Natura planów w obu dokumentach jest podobna, choć Protokoły są bardziej szczegółowe, jeśli chodzi o projekt zastąpienia papieża jako głowy Kościoła katolickiego.
Inna fałszywa teoria popularna niegdyś w środowisku naukowym była taka, że Protokoły zostały napisane przez jakąś uboczną gałąź loży masońskiej (z których wiele posługiwało się wtedy nazwą Syjon), jako rodzaj fantazji na temat kontrolowania biegu rzeczy.
Dowody dyskwalifikują tezę, że dokument został napisany przez Żydów. Przykładem jest na poły mesjanistyczna idea, która pojawia się stale w tekście, ustanowienia „Króla Żydów”. To nigdy nie był żydowski termin i odnosił się wyłącznie do ukrzyżowania Jezusa.

## Protokoły mędrców Syjonu a nazizm
Podczas i po Wielkiej Wojnie, rewolucji bolszewickiej i rosyjskiej wojnie domowej niektórzy z „białych” Rosjan uciekli z Rosji do Niemiec jako uchodźcy. W 1919 roku los „białych” Rosjan w zachodniej części niegdysiejszego Imperium Rosyjskiego został przypieczętowany, a wielu radykalnych rosyjskich nacjonalistów udało się na wygnanie do Niemiec, z czego znaczna część trafiła do Monachium, przyszłej kolebki nazizmu. Niektórzy przywieźli ze sobą fundamentalny tekst współczesnego antysemityzmu, carską fałszywkę „Protokoły mędrców Syjonu” oraz fałszywe przekonanie, że „globalna żydowska konspiracja była odpowiedzialna za ich porażkę”. Dzięki „białym” Rosjanom Dietrich Eckart, a później jego uczeń Adolf Hitler, a za nimi wielu przyszłych nazistów, zapoznało się z carską fałszywką Protokoły mędrców Syjonu. Do tego momentu Hitler przedstawiał wroga Niemiec jako „żydowski kapitalizm”. Kiedy Hitler nabrał przekonania, że „Żydzi są odpowiedzialni zarówno za kapitalizm, jak i komunizm”, doszedł do wniosku, że „Żydzi byli źródłem wszystkich idei, które zagrażały Niemcom”. Hitler początkowo stawiał postulaty ekonomicznego wykluczania Żydów, a gdy zetknął się z tezami głoszonymi przez rosyjską „białą” emigrację, jego poglądy wyewoluowały w kierunku ludobójczej ideologii. W tym ważnym względzie Hitler był w istocie jej uczniem. W ten sposób Protokoły stały się jedną z przyczyn powstania ludobójczej ideologii niemieckiego nazizmu i częścią propagandowego arsenału nazistów w ich usprawiedliwianiu prześladowania Żydów.
W 1934 szwajcarski nazista, dr Alfred Zander, opublikował serię artykułów przyjmujących Protokoły jako fakt, ale został pozwany do sądu przez dr J. Dreyfusa-Brodsky’ego, dr Marcusa Cohena i dr Marcusa Ehrenpreisa. Proces rozpoczął się w sądzie kantonalnym w Bernie 29 października 1934. 19 maja sąd, po przeprowadzonym śledztwie, uznał Protokoły za fałszerstwo, plagiat i plugawą literaturę, wydając wyrok zgodny z kantonalnym prawem. W podobnym procesie, w południowoafrykańskim Grahamtown, w sierpniu 1934 roku, sąd nałożył grzywnę w wysokości 1775 funtów (ok. 4500 ówczesnych dolarów amerykańskich) na trzech mężczyzn rozpowszechniających jedną z wersji Protokołów.

## Protokoły mędrców Syjonu, KGB i terroryzm
„Protokoły mędrców Syjonu” zostały użyte przez KGB do wzbudzania w krajach muzułmańskich antysemityzmu i nienawiści do Zachodu. Ion Mihai Pacepa, były szef Securitate i najwyższy rangą oficer wywiadu bloku wschodniego, który w 1978 roku przeszedł na stronę Zachodu, opisuje „Operację SIG” (ros. Сионистские Государствa – СИГ), którą KGB rozpoczęła w 1972 roku. Pierwsze tłumaczenie Protokołów na arabski zlecił Jurij Andropow, ówczesny szef KGB (1967–1982), a późniejszy przywódca ZSRR (Sekretarz Generalny KPZR w latach 1982–1984). W 1972 roku Securitate i inne służby specjalne bloku wschodniego otrzymały od KGB arabski przekład „Protokołów mędrców Syjonu” wraz z dokumentacją (również po arabsku), „udowadniającą”, że „USA są krajem syjonistycznym”, celem rozpowszechniania w krajach muzułmańskich.
Andropow wyjaśnił Pacepie:
Miliard przeciwników może wyrządzić znacznie większe szkody Ameryce niż kilka milionów. Musieliśmy zaszczepić nienawiść w stylu nazistowskim do Żydów w całym świecie muzułmańskim i zamienić tę broń emocji w krwawą terrorystyczną łaźnię przeciwko Izraelowi i USA.
Tylko w latach 70. XX wieku KGB rozprowadziło w krajach muzułmańskich dziesiątki tysięcy kopii arabskiego przekładu carskiej fałszywki „Protokoły mędrców Syjonu”, a na rozkaz Andropowa rozpowszechniano dezinformacje, że „mędrcy Syjonu zasiadają w Kongresie USA”. Pacepa wspomina:
Według Andropowa świat islamski był szalką Petriego, w której KGB mogłoby hodować zjadliwy szczep nienawiści do Ameryki, wyrosły z bakterii myślenia marksistowsko-leninowskiego. Podczas moich ostatnich lat w Rumunii, każdego miesiąca rozprowadzaliśmy tysiące kopii Protokołów mędrców Syjonu w swojej islamskiej strefie wpływu. Na spotkaniach, które miałem z partnerami ze służb węgierskich i bułgarskich, usłyszałem, że oni robią to samo.

## Recepcja w Polsce
Pierwszy polski przekład Protokołów ukazał się w grudniu 1919 roku w Warszawie. Ideologia zawarta w tekście była propagowana przez powiązane z endecją Towarzystwo „Rozwój” i przez związanych z towarzystwem księży: księdza Cz. Oraczewskiego i księdza Józefa Kruszyńskiego.

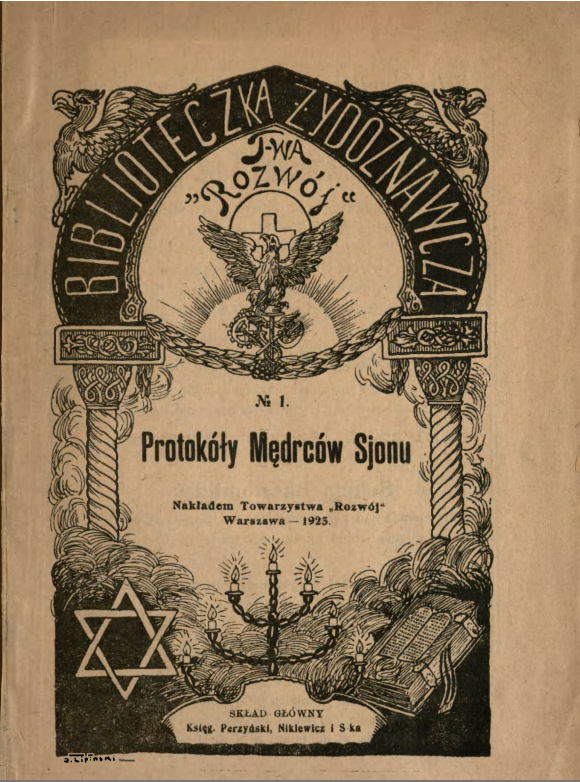
Okładka „Protokołów mędrców Syjonu”, wydanie opublikowane przez Towarzystwo Rozwój w Warszawie w 1923 roku

W książce „Rola Światowa Żydowstwa” (1923) ksiądz Kruszyński, w latach 1925–1933 rektor KUL, cytuje protokoły jako „empiryczny dowód” na to, że „Żydzi pełnią destrukcyjną rolę w prasie i wychowaniu, nadużywając wolności wyznania”. Książka, powołując się na Protokoły, usprawiedliwiała pogromy; Kruszyński argumentował, że „pogromy wynikają z tego, że chrześcijanie odkrywają plany Żydów”. Innym zwolennikiem ideologii Protokołów był ksiądz Stanisław Trzeciak. W wydanej w 1932 roku książce Trzeciak argumentuje, że „plan liberalizacji prawa małżeńskiego jest spiskiem żydowskim i mieści się w strategii wyznaczonej przez Protokoły”. Główny ideolog endecji Roman Dmowski nie odwołuje się wprost do tekstów Protokołów, ale zdaniem jego biografów podzielał ideologię tekstu dotyczącą „żydowskiego spisku” i wyraził ją w powieści Dziedzictwo.

## Protokoły współcześnie

### Rosja
W Rosji wciąż są kręgi ludzi, w tym w rosyjskim establishmencie, które wierzą w fałszywy spiskowy obraz świata przedstawiony w Protokołach.
W 2000 roku w Petersburgu ukazała się książka Sergieja Aleksandrowicza Nilusa Blisko, tuż przy drzwiach – wydana przez północno-zachodnie centrum literatury prawosławnej „Dioptra” wraz z błogosławieństwem arcybiskupa permskiego i solikamskiego Afanasija, co jest równoznaczne z oficjalnym usankcjonowaniem jej przez Rosyjski Kościół Prawosławny
(cerkiew moskiewską).

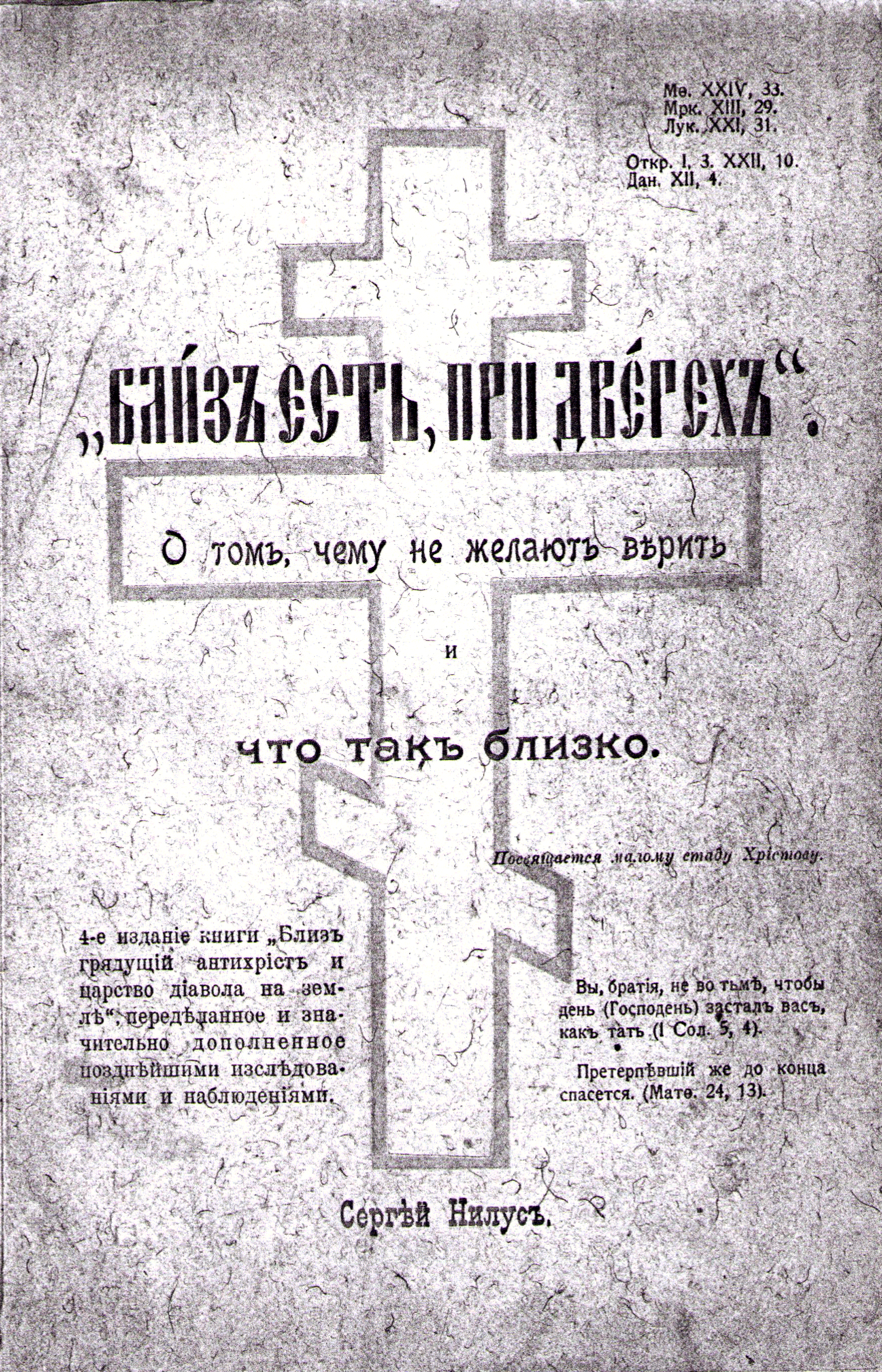
Okładka czwartej edycji „Protokołów mędrców Syjonu” z 1917 roku Sergieja Aleksandrowicza Nilusa, zatytułowana Blisko, tuż przy drzwiach

Inne petersburskie wydawnictwo „Carskoje dieło” (ros. „Царское дело“) wydało almanach zatytułowany Tajemnica bezprawia, którego zasadniczą częścią jest książka Nilusa z Protokołami. Almanach opatrzony jest błogosławieństwem biskupa Władywostoku Wieniamina, powszechnie znanego ze swojej wiary w istnienie „światowego spisku, skierowanego przeciwko Rosji” i zwolennika restauracji monarchii oraz kanonizacji Rasputina.
Propagatorem Protokołów był metropolita Petersburga i Ładogi – Joann. Dzięki jego wsparciu powstało stowarzyszenie „Prawosławny Sankt–Petersburg”, które ustanowiło nagrodę literacką imienia Sergieja Nilusa. W preambule do regulaminu nagrody podkreśla się, że „prawosławnemu ludowi Nilus znany jest przede wszystkim jako człowiek, który opublikował Protokoły mędrców Syjonu”.

### Bliski Wschód
W przeszłości Protokoły były publicznie rekomendowane przez prezydentów Egiptu Nasera i Sadata, prezydenta Arifa z Iraku, króla Fajsala z Arabii Saudyjskiej i pułkownika Kadafiego z Libii, jak też innych liderów politycznych świata arabskiego. W marcu 1970 roku Protokoły stały się bestsellerem w Libanie. Niedawno państwowy dziennik w Egipcie al-Ahram w przedmowie do tłumaczenia książki Szimona Peresa o Bliskim Wschodzie napisał:
Gdy ponad 100 lat temu odkryto Protokoły mędrców Syjonu i przetłumaczono je na wiele języków, łącznie z arabskim, Światowa Organizacja Syjonistyczna próbowała zaprzeczyć istnieniu spisku i twierdziła, że jest to fałszerstwo. Syjoniści starali się nawet wykupić wszystkie istniejące egzemplarze, aby zapobiec ich rozpowszechnieniu. Ale dzisiaj Szimon Peres dowodzi jednoznacznie, że Protokoły są autentyczne, i że mówią prawdę.
Artykuł w państwowej gazecie egipskiej al-Achbar stwierdzał 3 lutego 2002 roku:
Całe zło dotykające współczesny świat bierze się z syjonizmu. Nic w tym dziwnego, ponieważ Protokoły mędrców Syjonu, sporządzone przez ich mędrców ponad 100 lat temu, to drobiazgowy i precyzyjny plan, i są one dowodem nawet w sytuacji, gdy stanowią oni mniejszość, że ich celem jest panowanie nad światem i całą rasą ludzką.
Tłumaczenia Protokołów są ogromnie popularne w Iranie. Pierwsze wydanie zostało opublikowane latem 1978 roku w czasie rewolucji islamskiej. W 1985 roku wydrukowane zostało nowe wydanie, które szeroko rozpowszechniła Islamska Organizacja Propagandowa z Departamentu Stosunku Międzynarodowych Iranu. Fundacja Astaneh-ye Qods Razavi z Meszhedu, jedna z najbogatszych instytucji irańskich, sfinansowała publikację Protokołów w 1994 roku. Fragmenty Protokołów zostały opublikowane w 1994 roku przez dziennik Jomhouri-ye Eslami, tytułując je Zapach krwi. Plany syjonizmu. Radykalny islamski miesięcznik „Sobh” w grudniu 1998 roku opublikował wyjątki pod tytułem Tekst Protokołów mędrców Syjonu ustanowienia żydowskiej globalnej dominacji, ilustrując je karykaturą węża połykającego glob. Irański pisarz i badacz Ali Baqeri, który „badał” Protokoły, znajduje w planie globalnej dominacji jeszcze dalej idący zamiar, stwierdzając w 1999 na łamach „Sobh”:
Ostatecznym celem Żydów... po podbiciu świata... jest wyjęcie z rąk Pana wielu gwiazd i galaktyk.
Wiele rządów arabskich finansuje wznowienia Protokołów i narzuca w programach szkolnych przedstawianie ich jako faktu historycznego. Dokument ten odżył także w nowym pokoleniu neonazistów w Rosji i innych republikach powstałych po rozpadzie ZSRR. Jest też rozpowszechniany w Stanach Zjednoczonych przez grupy studentów palestyńskich w kampusach uniwersyteckich i przez Nation of Islam, Louisa Farrakhana. Protokoły zostały uznane za fakt przez wiele ekstremistycznych organizacji islamskich, jak Hamas, Islamski Dżihad i Al-Ka’ida.
Dokument jest przyjmowany za prawdziwy w wielu miejscach w Azji i Ameryce Południowej. W Japonii, gdzie wiele osób uważa go za autentyczny, wydawane były nawet samouczki, w których wyrażany jest podziw dla „żydowskiego spisku” i sugestia, że Japończycy powinni go naśladować, aby uzyskać taką samą potęgę.
W Egipcie, który jest związany paktem z 1979 roku mającym zapobiegać podżeganiu nastrojów antyizraelskich, w 2002 roku państwowa telewizja egipska, jak również arabskie satelitarne stacje telewizyjne, nadały 41-częściowy dramat historyczny zatytułowany Jeździec bez konia, w którym Protokoły są głównym elementem spisku.

### Grecja
W Grecji Protokoły miały w ostatnich dekadach wiele wydań opatrywanych rozmaitymi komentarzami, zależnie od tego, kto je wydawał i jakie są jego poglądy. Antysemicka i skrajnie prawicowa partia Chrisi Avji (Złoty Świt) uważa dokument za prawdziwy i rozpowszechnia go wśród swoich członków. Inne drobne grupy, które wierzą w jego autentyczność, twierdzą, że nie oddaje on sposobu myślenia Żydów, a jedynie tych, którzy należą do rzekomej tajnej elity syjonistów. Książka jest popularna wśród osób zainteresowanych teoriami spiskowymi, chociaż większość z nich uważa ją za fałsz. Podkreśla się też wpływ Protokołów na wszelkie inne publikacje dotyczące teorii spiskowych. Niektóre ostatnie wydania podkreślają, że „Żydzi” opisani w Protokołach są tylko przykrywką dla innych spiskowców, jak Iluminaci czy wolnomularze. Inne publikacje zajmują się wpływem Protokołów na antysemickie nastroje w ciągu ubiegłego wieku. Jeszcze inni porównują je z Dialogami Joly’ego, starając się dociec ich wzajemnego związku.

### USA
W Stanach Zjednoczonych Protokoły zostały ponownie opublikowane w książce poświęconej teoriom spiskowym „Behold a Pale Horse” Williama Coopera. W 2002 roku mająca siedzibę w New Jersey arabskojęzyczna gazeta „Arabski Głos” opublikowała fragmenty Protokołów – uzasadniając wydrukowanie ich, wydawca Walid Rabah stwierdził, że niektórzy znani autorzy arabscy przyjmują książkę jako prawdę.

### Polska
W latach 80. XX wieku Protokoły można było z łatwością kupić w niektórych warszawskich kościołach, a w publikacjach podziemnych wznawiane były dzieła księży katolickich propagujących falsyfikat. W latach 90. XX wieku o autentyczności Protokołów przekonywał działacz Stronnictwa Narodowego Bogusław Rybicki (w okresie 1963–1971 członek PZPR, później ZP „Grunwald”). Miesięcznik „Polska Myśl Narodowa” przekonywał natomiast, że Leszek Balcerowicz „realizuje plan zawarty w Protokołach”.